# あおぎり高校
あおぎり高校（あおぎりこうこう、Aogiri High School）は、日本のバーチャルYouTuberグループ。所属事務所はviviON。

## 概要
2018年から活動を開始し、2024年現在はYouTubeにてネットスラングやインターネット・ミームを多用するショート動画などで人気を集めている女性VTuberグループ。当初は「あおぎり高校ゲーム部」として、音霊魂子と水菜月夏希の2名で活動していた。その後、後輩として加入したメンバーがゲーム部ではなく写真部や美術部の活動にも参加していることなどもあり、2020年からはチャンネル名を「あおぎり高校」に変更した。
活動開始から2023年の1月頃まで、メンバーは高校生という設定で、毎年進級していく制度が存在していた（2023年以降の設定等については後述）。2021年4月10日の卒業式をもって夏希は卒業、魂子は留年となり、あかりと真白は進級、新たに音玄が入学し、魂子とあかりは同学年となった。なお、転校生として2021年8月11日にこまる、蝶美が、2022年4月15日には元個人VTuberの我部りえるが教育実習生として加入した。
2023年1月16日、クリエイトリングの親会社・Brave groupと、エイシス他の企業を擁するviviON（ゲオホールディングスの完全子会社）が「IP事業領域における協業を見据えた業務提携」を締結し、同時にあおぎり高校が同年4月1日にviviONへ移籍することを発表した（クリエイトリング所属のスタッフも同時に移籍するため、事実上の部門譲渡となる）。また、「あおぎり高校」という名前は残しながらも学年システムを廃止することを表明している。
2023年4月1日、株式会社ICTが運営していた「エイレーンファミリー」所属のエトラが期限付き転校という扱いで一員に加わった。2024年3月26日、同じく「エイレーンファミリー」所属の萌実と共に、正式に加入となった。
2024年4月27日、Youtubeチャンネル登録者数100万人を突破。
2025年2月28日、大代真白が自身の体調不良が原因であおぎり高校を卒業した。
2025年4月30日、キングレコード（EVIL LINE RECORDS）より、配信シングル「お前のまともはまともじゃない」でメジャーデビュー。

## メンバー
音霊魂子（おとだま たまこ）
初回（2018年10月27日）から登場。島根県出身。ゲーム部の部長。あおぎり高校の中心的存在。ゲームよりもASMRを好む。愛称は「たまちゃん」。「たまこ」。2023年3月より活動を一時休止したが、同年7月に再開した。
水菜月夏希（みなづき なつき）
2018年11月2日から登場。東北地方出身。ムードメーカーでアイドル的存在。魂子とは同期に当たる。2021年4月10日にあおぎり高校を卒業（引退）。記念日にはその後も声のみでゲスト出演することがある。
石狩あかり（いしかり あかり）
2019年3月30日から登場。北海道出身。ゲーム好きで歌が得意。写真部とゲーム部の掛け持ちで初登場時はゲーム部の誘いを断っていたが、同年5月27日にゲーム部に入部。愛称は「あかりん」。
大代真白（おおしろ ましろ）
2020年5月25日から登場。美術部所属で絵が上手い。ギターが弾ける。一番好きな炭酸はコカ・コーラ ゼロ。「ガソリン」と称して、サッポロ生ビール黒ラベルを飲むこともある。愛称は「ましろん」。
その奇抜かつ斬新なアイディアから人気を博している。
2024年5月10日よりTwitter上で体調不良を訴え、活動休止を発表。
2025年2月10日に｢自分が理想する形での活動ができない｣として同月28日に卒業（引退）した。
山黒音玄（やまぐろ ねくろ）
2021年4月8日から登場。美術部にいた幽霊であり歳を取らない。うさぎの様な獣耳を持つが実は羊である。ニコニコ動画が大好き。愛称は「ねくろち」。
千代浦蝶美（ちようら ちよみ）
2021年8月12日から登場。元アナウンサーであり、癒しを与える妖精になるべく最強のアイドルVTuberをめざしている。また音玄とはデビュー時期が違うものの、同期に当たる。
栗駒こまる（くりこま こまる）
2021年8月11日から登場。元モデルで桓武天皇の子孫の家系出身。自分の造った作品をアニメ化させるのが夢。デビュー前自身の名前を「こまる」か「こまり」で迷っていたが、魂子の勧めで、「こまる」に決まった。また音玄とはデビュー時期が違うものの、同期に当たる。痔を患っている。
我部りえる（がぶ りえる）
教育実習生。2022年4月15日から登場。元個人VTuberの がぶり える であり、あおぎり高校への移籍時に我部りえるに改名。2019年8月30日デビュー（Twitterへの初投稿は同年8月24日）。2000歳でセクシーボディの持ち主。2023年4月30日、病気療養のため活動を休止したが、同年8月2日より再開した。2024年8月31日から声帯結節の治療の為再度活動休止。10月6日から配信復帰。
エトラ/étra（えとら）
2023年4月1日から登場（加入前のコラボを除く）。当初期限付き転校とされたが、2024年3月26日の動画で正式にあおぎり高校に加入することが報告された。エイレーンファミリー出身で、2019年9月2日デビュー。2045年から更に1000年後の未来から来た17歳のアンドロイド。理系でIQは300。
春雨麗女（はるさめ うらめ）
2023年7月11日から登場。酒と音楽とかわいい女の子を愛する自称酔いどれロッククイーン。27歳。恋愛対象は女性であることを公言している。
ぷわぷわぽぷら
2024年1月19日から登場。本名は風和ぽぷら（ふわ ぽぷら）。ポップでキュートなキラキラYouTuberに憧れる器用貧乏ガール。キラキラな名前に憧れ、ぷわぷわぽぷらと名乗っている。美大卒。他VTuberからの転生であること、こまると旧知の仲であることを公言している。
萌実（もえみ）
2024年3月26日から登場（加入前のコラボを除く）。エイレーンファミリー出身で、2017年3月3日デビュー。16歳で文系の高性能アンドロイド。エイレーン時代のフルネームは嫁ノ萌実（よめの もえみ）であったが、あおぎり高校への移籍時に萌実へ改名した。
月赴ゐぶき（つきゆきいぶき）
2024年8月10日から登場。院卒。
うる虎がーる（うるとらがーる）
2024年8月10日から登場。語尾に「トラ」をつけてしゃべる。
八十科むじな（やそしなむじな）
2024年8月10日から登場。美大卒。
先生（スタッフ）
Twitterのみ登場。スタッフ公式アカウントではメンバーの宣伝に加え、配信の所感を投稿している。
この他、VTuberの犬山たまきが「あおぎり高校OB」を自称しているが、犬山は卒業メンバーではなくあおぎり高校の運営に関与したこともない。犬山は様々なVTuberとコラボを行っており、あおぎり高校メンバーとのコラボが行われることもある。

## 来歴
2018年
- 10月3日、YouTubeチャンネル開設。
- 10月24日、魂子がTwitter初投稿。
- 10月27日、YouTube初投稿。
- 11月2日、夏希がYouTube初登場。

2019年
- 3月30日、あかりがTwitterを開設。
- 4月15日、あかりがYouTube初登場。
- 6月 - 9月、所属事務所であるUnlimitedとバーチャルYouTuberグループのゲーム部プロジェクトとの間でトラブルが発生。
- 7月31日、チャンネル登録者数10万人達成。
- 12月28日 - 31日、コミックマーケット97にて、Yostarとコラボ。

2020年
- 4月27日、真白がTwitter初投稿。
- 5月25日、真白がYouTube初登場。
- 5月27日、V-Clanに参加。
- 6月26日、株式会社Brave groupが「あおぎり高校」事業及びメンバーを分社化。よって、Brave groupの子会社として株式会社クリエイトリングを設立。それに伴い、YouTubeチャンネル「あおぎり高校ゲーム部」の名称を「あおぎり高校Vtuber High School」に変更。
- 6月26日、初の単独イベント「あおぎり高校 入学祭2020！〜『好き』なことしかしたくない！〜」開催。
- 8月10日、サプライズボックスに登場。
- 8月15日、公式ニコニコチャンネルを開設。
- 10月22日、「ゲストVTuberコンテンツパック『あおぎり高校』セット」発売。

2021年
- 3月29日、音玄が活動開始。
- 4月10日、夏希が卒業。
- 8月11日、こまるがTwitter初投稿。
- 8月12日、蝶美がTwitter初投稿、Youtube初登場。
- 8月14日、こまるがYoutube初登場。

2022年
- 4月15日、りえるが教育実習生として加入。
- 4月24日、公式ニコニコチャンネルの閉鎖を発表。5月31日、閉鎖。

2023年
- 4月1日、運営会社であった株式会社クリエイトリングの吸収合併により株式会社viviONに移籍。また、これに合わせエイレーンファミリーのエトラが期間限定で加入している。
- 4月13日、前月に発生した音霊魂子の舌禍事件に関し、魂子の「無期限活動停止」を発表。またその他のメンバーについてもマネジメント体制を見直すとし、その間一部コンテンツの更新を休止する方針を明らかにした。
- 7月10日、魂子が活動を再開。
- 7月11日、麗女が活動開始。
- 11月15日、あおぎり高校のショート動画「Vtuberあるある」シリーズを元ネタとした漫画『ぶいある! 〜とあるVTuber事務所あるある〜』（作画：7zu7）を、『コミックアルナ』2023年12月号より連載開始。

2024年
- 1月19日、ぽぷらが活動開始。
- 3月26日、エイレーンファミリーのエトラと萌実が正式加入。
- 8月10日、ゐぶき、がーる、むじなが活動開始。

2025年
- 2月28日、真白が卒業。

## ディスコグラフィー

### 配信限定シングル
| 発売日        | タイトル                          | レーベル                          | 備考                   |
| ------------- | --------------------------------- | --------------------------------- | ---------------------- |
| 2023年4月13日 | 君と太陽                          | USAGI Production                  |                        |
| 2023年9月2日  | キミの瞳にこまっちゃう / カケゴト | USAGI Production                  |                        |
| 2025年4月30日 | お前のまともはまともじゃない      | キングレコード／EVIL LINE RECORDS | メジャーデビュー作品。 |
| 2025年5月28日 | トリコロール・ステップ 2025       | キングレコード／EVIL LINE RECORDS |                        |
| 2025年6月25日 | ミス・プリマベーラス              | キングレコード／EVIL LINE RECORDS |                        |
| 2025年7月29日 | PLAYERS「A」                      | キングレコード／EVIL LINE RECORDS |                        |

### アルバム
| 発売日         | タイトル           | 収録曲 | 備考 |
| -------------- | ------------------ | ------ | ---- |
| 2023年10月25日 | あおぎりキャンパス | 全10曲 |      |

### 参加作品
| 発売日        | タイトル           | 収録曲                              |
| ------------- | ------------------ | ----------------------------------- |
| 2020年7月31日 | VirtuaREAL.02      | トリコロール・ステップ              |
| 2022年3月17日 | VirtuaREAL.04      | VTuberのすべて                      |
| 2023年10月6日 | VirtuaREAL BEST.02 | VTuberのすべて (KAN TAKAHIKO Remix) |

## 書籍
- 7zu7（漫画）・あおぎり高校職員室（原作）『ぶいある！ 〜とあるVTuber事務所あるある〜』KADOKAWA〈MFコミックス〉、既刊2巻（2025年5月16日現在）
  1. 2024年8月17日発売[43][44]、ISBN 978-4-04-683863-6
  2. 2025年5月16日発売[45]、ISBN 978-4-04-684740-9